# Ochrotrichia arranca
Ochrotrichia arranca är en nattsländeart som först beskrevs av Martin E. Mosely 1937.  Ochrotrichia arranca ingår i släktet Ochrotrichia och familjen smånattsländor. Inga underarter finns listade i Catalogue of Life.